# Batalla de Sujumi (1992)
La batalla de Sujumi tuvo lugar en 1992 entre los separatistas abjasios y la Guardia Nacional de Georgia. La batalla marcó el inicio de una de las guerras más sangrientas en la Georgia postsoviética.

## Trasfondo
En julio de 1992, oficiales georgianos fueron tomados como rehenes por las fuerzas pro-Gamsukhurdia (separatistas) conocidas como zviadistas en Mingrelia y más tarde en la región de Gali. Varios más fueron detenidos cuando los funcionarios georgianos intentaron negociar con ellos. En respuesta, la policía georgiana creó unidades de asalto para ayudar a liberar a los rehenes. El Ministerio del Interior abjasio dijo que las unidades georgianas y abjasias cooperarían para ayudar a liberar a los rehenes. En agosto, se desplegó una unidad de la Guardia Nacional en Gali para ayudar a liberar a los rehenes, siendo liberados antes del 19 de agosto sin un combate a gran escala.

## Asalto a la ciudad
Sin embargo, la unidad de asalto de 1.000 hombres creada por la policía no se detuvo en Gali. Luego lanzaron un ataque contra la capital, Sujumi, para retomar la ciudad para Georgia. Tomaron el aeropuerto de la ciudad, que estaba a 25 kilómetros de la ciudad. Se impuso un bloqueo de noticias a los periodistas, y al mediodía estaban ingresando forzosamente en Sujumi. Los tanques georgianos y APC se movieron por las calles, luchando contra las milicias abjasias que estaban armadas con ametralladoras y formaban barricadas en las calles, mientras lanzaban cócteles molotov cuando carecían de armas antitanques pesadas. Las unidades georgianas utilizaron artillería contra los separatistas abjasios en los lugares que controlaban dentro de la ciudad.
A pesar de la resistencia abjasia, las unidades georgianas estaban fuertemente armadas y tomaron la ciudad en cuestión de días. El 18 de agosto, el Parlamento de Abjasia fue asaltado por la Guardia Nacional de Georgia, y la bandera de Georgia se levantó en los edificios del Consejo de Ministros. Todo Sujumi fue tomado el 18 de agosto.

## Bajas y consecuencias
19 personas murieron y 39 resultaron gravemente heridas. Las unidades georgianas fueron acusadas de saqueo, asalto, asesinato y otros crímenes de guerra de origen étnico. Los separatistas abjasios se retiraron a Guduata y comenzaron a armarse para un contraataque.